# Bronchocela celebensis
Bronchocela celebensis är en ödleart som beskrevs av  Gray 1845. Bronchocela celebensis ingår i släktet Bronchocela och familjen agamer. Inga underarter finns listade.